# Devenir femme au Zanskar
Pour plus de détails, voir Fiche technique et Distribution.
Devenir femme au Zanskar est un documentaire français réalisé par Jean-Michel Corillion en 2007.

## Synopsis
Dans le village de Karsha, au Zanskar, au cœur de l'Himalaya, à 3 800 mètres d'altitude, deux jeunes femmes, Palkit et Tenzin, amies depuis l'enfance, s'apprêtent à changer de vie. Palkit veut devenir nonne, et doit alors quitter sa famille et parcourir 120 km à pied à travers la montagne pour aller au monastère de Dharamsala. Quant à Tenzin, elle doit épouser un jeune homme choisi par ses parents.

## Fiche technique
- Titre : Devenir femme au Zanskar
- Réalisation : Jean-Michel Corillion
- Images : Jean-Miche Corillion
- Son : Jean-Yves Münch
- Montage : Bertrand Collard
- Musique : Bruno Alexiu
- Narration : Michel Creton
- Production : Manuel Catteau
- Sociétés de production : ZED, avec la participation de France 5 et du Centre National de la Cinématographie
- Pays d'origine :  France
- Genre : documentaire
- Durée : 86 minutes
- Date de diffusion : 27 mai 2007 sur France 5